# Walk Through Fire (Band)
Walk Through Fire ist eine 2008 in Göteborg gegründete Post-Metal-Band.

## Geschichte
Die Band entstand 2008 als Nebenprojekt der Bands Relevant Few und Abandon. Die Relevant-Few- und Abandon-Mitglieder Ufuk Demir und Johan Carlzon zogen David Flood von Monachus hinzu und gründeten gemeinsam das Projekt Walk Through Fire. Demir übernahm eingangs das Gitarren- und Bassspiel, Flood das Schlagzeug und Carlzon den Gesang. Carlzon verließ die Band noch im Jahr 2008, kurz bevor er an einer Überdosis verstarb und noch bevor die Gruppe mit ihren ersten Studioaufnahmen begann. Die selbstbetitelte Demoaufnahme der Gruppe wurde so ohne Gesang als Duo eingespielt. Das Demo wurde in den schwedischen Musikmedien positiv aufgenommen und über Wolves & Vibrancy Records und später über Aesthetic Death Records vermarktet. Nachdem Walk Through Fire so nationale Undergroundbekanntheit erlangt hatte, stießen Oscar von der Punkband Hemskt Näringsliv als Gitarrist und der Bassist Andreas Olsson zu einer ersten Schwedentournee hinzu. Zum Jahr 2010 änderte sich die Bandbesetzung erneut. Oscar und David Flood verließen die Gruppe, welche sich daraufhin musikalisch graduell neu orientierte. Neben den neu hinzugekommenen Musikern, Fredrik Flegar als Gitarrist und Jonny Vigart als Schlagzeuger, wurden seither einige neue Stücke mit Gesang aufgenommen. Als Sänger brachten sich hierzu die Mitglieder Olsson und Demir ein. In dieser Besetzung wurde das offizielle Debütalbum Furthest from Heaven für das britische Extreme-Doom-Label Aesthetic Death Records eingespielt. Das Album wurde vom Sänger der britischen Funeral-Doom-Band Esoteric, Greg Chandler, gemastert. Das Album wurde 2011 veröffentlicht und vornehmlich positiv, jedoch nicht herausragend besprochen. Im Anschluss an die Veröffentlichung verließ Vigart die Band erneut und wurde durch Juliusz Chmielewski von Misteltein und Fall of Seraphim ersetzt. Bis zum Jahr 2013 bestritt die Band eine weitere nationale Tour und sagte unterdessen drei weitere geplante Tourneen ab. Im Winter des Jahres begann die Gruppe mit Aufnahmen zu ihrem dritten Studioalbum Hope Is Misery, welches im März 2014 ebenfalls über Aesthetic Death Records veröffentlicht wurde. Das Album wurde ebenso wie der Vorgänger überwiegend positiv besprochen.

## Stil
In Anlehnung an den Begriff Hisingen Blues, welchen die Gruppe Graveyard für sich in Anspruch nimmt, nutzt Walk Through Fire den Ausdruck Hisingen Sludge als Selbstbezeichnung. Die von Walk Through Fire gespielte Musik wird gemeinhin dem Post-Metal zugerechnet. Die Gruppe wird hierzu mit populären Vertretern des Genres wie Neurosis, Isis und Dirge verglichen. Während die Gruppe zum Album Furthest from Heaven noch als Kopie von Neurosis bezeichnet wurde, wird dem folgenden Album eine höhere Eigenständigkeit bescheinigt. Die Musik wird hierzu als besonders „nihilistisch und negativ“ sowie als „geschwindigkeitsbefreit“ mit „hypnotischer Monotonie“ klassifiziert. Bereits dem Debütalbum wurde eine „schleichende Monotonie“ bescheinigt, allerdings wurde diesem Album ein markant an Neurosis erinnernder Aufbau nachgesagt. Ein Großteil der enthaltenen Stücke basiere wie das „Original [Neurosis] auf dynamischem Laut-Leise-Gitarrenspiel, das unvermittelt mit megatonnenschweren Donner-Riffs weggebügelt wird, mehrstimmigem Gebrüll und sehr organisch produziertem Tribal-Drumming.“
Das Gitarrenspiel der Gruppe wird als noisig und dröhnend bezeichnet, die angeschlagenen Riffs klängen lange nach. Die Musik wird als „minimalst perkussiv, nahezu rein rifforientiert [und] weitestgehend instrumental gehalten“ beschrieben. Der Gesang sei bemerkenswert, stünde jedoch nicht im Fokus der Musik. Der minimalistisch eingesetzte und anhaltend gutturale Gesang wird hierzu als „wütend“ und „brutal“ mit einer dem Black Metal entlehnten Attitüde bezeichnet.

## Diskografie
- 2009: Walk Through Fire (Demo, Wolves & Vibrancy Records)
- 2011: Furthest from Heaven (Album, Aesthetic Death)
- 2014: Hope Is Misery (Album, Aesthetic Death)
- 2017: Performing the Music of Arvo Pär (Album, Download im Selbstverlag)
- 2020: Vår Avgrund (Album, Wolves & Vibrancy Records, Bloated Veins)
- 2024: Till Aska (Album, Download im Selbstverlag)